# Linëvo
Linëvo (in lingua russa Линёво) è un rabočij posëlok dello Žirnovskij rajon, appartenente all'oblast' di Volgograd, in Russia.
Si trova sulle alture del Volga, nella valle del fiume Medvedica, 290 km a nord di Volgograd e a 13 km dal centro distrettuale di Žirnovsk.